# Tschechische Badminton-Mannschaftsmeisterschaft 2022
Die Tschechische Badminton-Mannschaftsmeisterschaft der Saison 2021/2022 gewann das Team von BK 1973 Deltacar Benátky nad Jizerou.

## Vorrunde
| Platz | Team                        | Punkte | G | U | V | Spielpunkte | Sätze  | Bälle     |
| ----- | --------------------------- | ------ | - | - | - | ----------- | ------ | --------- |
| 1     | BK 1973 Benátky nad Jizerou | 18     | 7 | 0 | 0 | 39/10       | 122/56 | 1803/1407 |
| 2     | SK Stavos Brno Slatina      | 17     | 6 | 0 | 1 | 37/12       | 123/49 | 1703/1293 |
| 3     | BA Plzeň                    | 12     | 3 | 0 | 4 | 29/20       | 98/82  | 1594/1550 |
| 4     | Sokol Radotín Meteor Praha  | 10     | 5 | 0 | 2 | 22/27       | 85/89  | 1532/1503 |
| 5     | TJ Sokol Klimkovice         | 9      | 3 | 0 | 4 | 25/24       | 89/93  | 1634/1633 |
| 6     | TJ Montas Hradec Králové    | 6      | 2 | 0 | 5 | 18/31       | 73/106 | 1493/1740 |
| 7     | Badminton FSpS MU           | 4      | 1 | 0 | 6 | 14/35       | 57/111 | 1325/1618 |
| 8     | SKB Český Krumlov           | 3      | 1 | 0 | 6 | 12/37       | 57/118 | 1384/1724 |

## Viertelfinale
- BA Plzeň – TJ Montas Hradec Králové: 4:0
- Sokol Radotín Meteor Praha – TJ Sokol Klimkovice: 4:0

## Halbfinale
- SK Stavos Brno Slatina – BA Plzeň: 4:1
- BK 1973 Deltacar Benátky nad Jizerou – Sokol Radotín Meteor Praha: 4:3

## Spiel um Bronze
- BA Plzeň – Sokol Radotín Meteor Praha: 4:1

## Finale
- BK 1973 Deltacar Benátky nad Jizerou – SK Stavos Brno Slatina: 4:2